# Vaccinium altiterrae
Vaccinium altiterrae är en ljungväxtart som beskrevs av J.F. Veldkamp. Vaccinium altiterrae ingår i Blåbärssläktet, och familjen ljungväxter. Inga underarter finns listade i Catalogue of Life.